# Polyscias chapelieri
Polyscias chapelieri là một loài thực vật có hoa trong Họ Cuồng cuồng. Loài này được (Drake) Harms ex R.Vig. miêu tả khoa học đầu tiên năm 1905.